# Genuity
Genuity était un opérateur télécom américain créée en 1994 par sa  maison-mère Verizon et actif au moment de la bulle internet, qui a été racheté par un concurrent américain en 2002, Level 3 Communications.

## Histoire
Lors de la réforme des télécom aux États-Unis en 1993, Verizon, qui était devenu prédominant dans sa zone géographique sur les appels de courte distance, a eu l'occasion de se développer sur le marché des communications à longues distances. Son expansion aux États-Unis étant bloquée par la FCC, elle décide d'aller se diversifier à l'international, via la création de Genuity, qui regroupe en 1994 tous ses actifs internationaux et devient une société distincte. En juillet 2001, Genuity acquiert 66 % du capital de la société informatique française Integra. 
Criblé de dettes, Genuity  s'est soumis en juillet 2002 au chapitre 11 du droit américain protégeant les sociétés de la faillites et annonce en novembre 2002 avoir passé «un accord définitif» avec l'opérateur américain Level 3 Communications, membre de l'indice NASDAQ-100, pour le rachat, au prix de 242 millions de dollars, de sa marque, son réseau, et ses installations d'hébergement de site Internet.
Une dizaine d'années plus tard, en avril 2011, Level 3 Communications achètera aussi Global Crossing, un autre opérateur qui avait été mis en graves difficultés lors du krach boursier de 2001-2002, pour 3 milliards de dollars, dette comprise, alors que Global Crossing n'a que 900 millions de dollars de capitalisation boursière.